# Багратион, Давид Георгиевич
Князь Давид Георгиевич Багратион-Мухранский (груз. დავით გიორგის ძე ბაგრატიონ-მუხრანელი; род. 24 июня 1976, Мадрид) — князь Мухранский, Верховный Глава и Великий магистр ордена Орла Грузии и Священной туники Господа нашего Иисуса Христа, Великий Магистр ордена Святой царицы Тамары. Глава старшей линии Дома Багратионов.
Второй сын князя Георгия Ираклиевича Багратион-Мухранского (1944—2008) от первого брака с испанкой Доньей Марией де лас Мерседес де Зорноза и Понсе де Леон (р. 1942).

## Биография
Родился 24 июня 1976 года в Мадриде, где получил образование.
С 2003 года учился и работал в Грузии, служит иподиаконом Католикоса-Патриарха всея Грузии Илии II.
В 2004 году вместе с отцом получил гражданство Грузии.
7 октября 2007 года грузинский патриарх Илия II после воскресной литургии в присутствии представителей династий, заявил о необходимости восстановления в Грузии монархии. Это заявление вызвало большой интерес к династии Багратионов в грузинском обществе.
В 2008 году после смерти отца старший брат Давида — князь Ираклий Георгиевич (постоянно проживающий в Испании) — отказался от главенства в Мухранском Княжеском Доме в пользу брата.
8 февраля 2009 года в кафедральном соборе Грузии Самеба в Тбилиси состоялось бракосочетание князя Давида Георгиевича и светлейшей княжны Анны Нугзаровны Багратион-Грузинской, старшей дочери главы Дома Багратионов светлейшего князя Нугзара Петровича Багратион-Грузинского. Таинство венчания по благословению Патриарха Илии II совершили митрополит Зугдидский и Цаишский Герасим (Шарашенидзе), митрополит Ахалцихский и Тао-Кларджетский Феодор (Чуадзе) и настоятель кафедрального храма Пресвятой Троицы архимандрит Илия (Насидзе). Церемония собрала более 3000 гостей из разных стран мира.
27 сентября 2011 года у супругов родился сын — князь Георгий Давидович Багратиони. В 2013 году было объявлено, что брак расторгнут.

## Семья
- Сестра — княжна Мария Георгиевна (Мария-Антуанетта) (род. 1969), с 1996 года замужем за испанцем Хаиме Гаиксас-Марсет.
- Брат — князь Ираклий Георгиевич (род. 1972), отказался от главенства в Грузинском Царском Доме в пользу Давида Георгиевича.
- Брат — князь Гурам Георгиевич (Уго)[англ.] (род. 1985), от второго брака отца с Доньей Нурией Ллопис и Олиарт (р. 1953). Является вторым (после князя Георгия Давидовича) в списке претендентов на главенство в Грузинском Царском Доме.
- Жена — царевна Анна Нугзаровна Багратион-Грузинская, в браке в 2009 и с 2010 по 2013 год; в настоящее время разведены.
  - Сын — князь Георгий Давидович (род. 2011)

## Награды
Имеет египетские, вьетнамские, португальские, эфиопские и другие династические награды.
- Орден Князя Даниила I I степени (4 апреля 2008, Мадрид) от Главы Черногорского Королевского Дома князя Николы II Петровича-Негоши.